# باري مور
باري مور هو سياسي كندي، ولد في 21 أغسطس 1944 في كيبك في كندا. حزبياً، نشط في الحزب الكندي التقدمي المحافظ. وقد انتخب عضو مجلس العموم الكندي.